# France 3
France 3 és un canal públic de televisió francès que, a més de França, es pot sintonitzar a Andorra, Bèlgica i Luxemburg.
Emet una programació regional feta per diverses emissores que elaboren continguts dirigits als territoris als quals pertanyen i una programació nacional amb entreteniment i informatius.

## Història

### 3e Chaîne Couleur (ORTF 3)
El canal va néixer la nit de Cap d'Any del 1972 sota el nom 3e Chaîne Couleur (o ORTF 3). Es va fer servir els canals regionals de l'ORTF. La nova emissora emet íntegrament en color i no té interrupcions publicitàries durant la programació. Al començament, només emetia durant tres hores i amb una cobertura limitada al 26% de la població, en zones com París, Illa de França i diverses regions del nord del país. A poc a poc va començar a créixer, i devers 1979 tenia cobertura d'abast nacional.

### France Régions 3 (FR3)
El 7 d'octubre de 1974, amb la reorganització de l'ORTF en sis companyies de televisió separades, ORTF 3 va passar a ser France Régions 3 (FR3). En aquella època, la Unió Europea de Radiodifusió donava a les tres cadenes franceses el nom de Télevision Française 1 (TF1), Télévision Française 2 (TF2), i Télévision Française 3 (TF3). L'aleshores director de l'ORTF 1, Jean-Louis Guillaud, es va recordar d'aquestes denominacions i la va patentar, obligant les altres dues cadenes a buscar altres denominacions que, finalment, foren Antenne 2 i FR3.
Aquest canal tenia la responsabilitat de coordinar i desenvolupar la programació regional dels centres de ràdio i televisió, i els primers anys es va optar, a més de la programació regional, per espais dedicats al cinema i els debats. A poc a poc, els centres regionals es van començar a descentralitzar administrativament i econòmicament, i van anar adquirint més importància.
Entre el 6 de desembre del 1975 i el 20 de juny del 1983, a mesura que anava implantant-se el canal de TF1 en color a totes les regions, hi havia fins a 4 senyals diferents de televisió: TF1 (en blanc i negre), Antena 2 (en color), TF1/FR3 (canal compartit per FR3 i TF1 en color), i TF1 (en color).
Els anys vuitanta se succeeixen diverses novetats, com la retransmissió de les preguntes als ministres a l'Assemblea Nacional des del 1981 o la introducció de publicitat en la programació a partir del 1983. Aquell mateix any, els centres de producció van començar a fer tres hores diàries de programació regional, i el 1986 es va començar a emetre un nou informatiu, anomenat 19|20, que des de les 19.00 fins a les 20.00 ofereix un informatiu nacional i edicions regionals i locals.
Durant un any, des de l'estiu del 1985, i fins a finals de l'estiu de 1986, s'emeté el programa de varietats Grande Première, produït per FR3 (FR3 Miègjorn-Pirenèus-Lengadòc-Rosselló i FR3 Aquitània Television) TV3, i l'antiga emissora de ràdio andorrana, Sud Ràdio, que també s'emetia a TV5 Monde.
El 1986 el govern, presidit llavors per Jacques Chirac, va proposar la privatització d'un dels tres canals públics. En la proposta original es preveia privatitzar France Régions 3, però finalment es va optar per fer-ho amb TF1 a causa de la xarxa d'emissores regionals de FR3. Poc després, el canal va passar a tenir una vocació més cultural, tant en programes informatius com en concursos, amb l'arribada d'una nova direcció.

### France 3
Després de la privatització de TF1 i l'arribada dels nous operadors privats Canal+, La Cinq i M6, els canals Antenne 2 i FR3 van haver d'enfocar la programació cap a aspectes del servei públic, i FR3 va accentuar la seva vocació cultural. Així, entre el 1990 i el 1992, els dissabtes cedia la seva antena al canal cultural La Sept.
Després de sospesar una reunificació de les cadenes públiques en un sol grup, Public Télévision, amb els noms de Public 1 per a Antenne 2 i de Public 2 per a FR3, o Antenne France, amb els canals Antenne 2 i Antenne 3, el 7 de setembre de 1992, FR3 va passar a dir-se France 3 i, juntament amb France 2, va passar a formar France Télévisions. Uns anys més tard, el 1998, es va crear un canal per satèl·lit anomenat Régions per a la plataforma TPS, que posteriorment va acabar desapareixent.
Actualment, France 3 ofereix una programació generalista, mentre que els programes culturals han passat a emetre's en altres cadenes, com France 4 i France 5, i compta amb sèries, concursos i telesèries, juntament amb la programació local i regional. Molts dels seus programes es poden veure pel canal TV5 Monde.

## Programació en altres llengües
El primer canal, TF1, que havia emés programació regional des del 1950, va deixar d'emetre la programació regional que produïa FR3 el 2 de febrer del 1985.
De la mateixa manera, el segon canal, Antena 2 va emetre programació regional entre el 4 d'abril del 1970 i el 20 de juliol del 1989. A més, des de l'any 1967, la segona cadena, encara com a ORTF 2, emetia en color i, per tant, des del 1970, permetia l'emissió de programació regional en color.

### Occità
La televisió va arribar a la Provença l'any 1954 amb l'antena de la RTF Télé Marseille-Provence. A partir de l'any 1962 es van realitzar programes experimentals de televisió de la RTF Midi-Pyrénées-Aquitaine, que emetien per a una zona molt àmplia que comprenia les regions del Migdia-Pirineus i el Llenguadoc-Rosselló (Télé Toulouse-Pyrénées), i l'Aquitània i el Llemosí (Télé Bordeaux-Aquitaine), que emetien alguns programes conjunts en francès, mentre que, per a l'emissió d'altres programes, es repartien el temps d'emissió fins a l'any 1965 al Llemosí, i 1966 a Aquitània. L'any 1964 es va inaugurar el centre de l'ORTF a Alvèrnia, que es repartia el temps amb el centre de Lió, que emetia informació regional des del 1961.
EL 9 de desembre del 1965 es va escoltar per primera vegada una cançó en occità a l'informatiu Provence Actualités, de l'antena de l'ORTF Télé Marseille-Provence i, a partir del 1970, també se'n van poder escoltar algunes a l'informatiu de Tolosa.
El centre de producció de programes de Marsella, reanomenat posteriorment com a FR3 Mieterrano, va començar a emetre en occità el 14 d'octubre del 1977, amb programes experimentals que durarien fins al setembre del 1979, tot i que no seria fins a l'any 1981 quan la televisió mostraria una forta convicció per l'emissió de programes en occità.
L'any 1981 es va produir la primera emissió de Viure al País a França Regions 3 (FR3). Després de l'emissió d'un programa pilot en occità el 25 de setembre, el 31 d'octubre s'emet el primer programa regular. El programa, emés als tres canals públics i produït a Tolosa de Llenguadoc, comptava aleshores amb una emissió de 15 minuts en català cada tres divendres, mentre les altres difusions es reservaven a l'occità.
Entre el 1981 i el 1983 també es començaren a incloure reportatges produïts per FR3 Mieterrano, FR3 Aquitània (centre de Bordeus, i FR3 Auvèrnha-Lemosin, arribant a ser emés a tot Occitània.
L'any 1982, el centre de producció de Bordeus, FR3 Aquitània, va començar a emetre Viure al País, i al setembre del 1983, emeté el primer programa propi, Parlar occitan. Entre el 1983 i el 1984, els centres de Clarmont d'Alvèrnia, agermanat amb el de Lió, i el de Llemotges, feren un programa conjunt en occità (FR3 Auvèrnha-Lemosin), anomenat Païs Viu.
L'any 1984, FR3 Mieterrano va començar la producció del programa Vaqui, produït als estudis de Marsella, i l'any 1988, FR3 Languedoc-Roussillon, FR3 Midi-Pyrénées, FR3 Aquitaine, TVE Aragón, TVE Telenavarra, TVE Telenorte i TVE Catalunya comencen la producció del programa Pyrénées Pirineus que, a Catalunya es va emetre en català a TVE 2. L'any 1986, FR3 Limousin emeté el programa Occitània
L'any 1991 el programa en occità de Viure al País va començar a incloure reportatge de la delegació de TV3 a la Vall d'Aran, que acabava de començar la producció del Telenotícies Comarques en aranés. Entre els anys 1991 i 1992, a FR3 Aquitània s'emetia el programa La Gazeta
Des de la reestructuració de França 3 al 2017, s'emet el programa Viure al País en occità als canals per satèl·lit France 3 Occitanie, França 3 Aquitània i NOA (França 3 Novèla Aquitània), que emet programes en basc, occità i peitoví-saintongès. El programa en occità de Viure al País, abarca, per tant, una àmplia zona de cobertura, formada per les antigues regions del Migdia-Pirineus, el Llenguadoc-Rosselló, l'Aquitània, el Llemosí i el Peitau i Xarantes.

### Català
El divendres 13 de novembre del 1981, s'estrenà el primer programa de Viure al País en català. El programa, que també s'emetia a TF1 i Antena 2, i era produït a Tolosa de Llenguadoc, comptava aleshores amb una emissió de 15 minuts en català cada tres divendres. Actualment, el programa segueix en emissió.
Amb el naixement de TV3, FR3 encetà el 5 de setembre del 1983 la producció d'un informatiu de 5 minuts cada divendres, entre les 19:25 hores i les 19:30 hores, per a la Catalunya del Nord produït des de Montpeller. L'informatiu també s'emetia a TF1 i Antena 2.
L'any 1988, el programa en català de Viure al País va començar a incloure reportatges de les diferents delegacions dels Telenotícies Comarques de TV3.
L'any 1991 FR3 Midi-Pyrénées-Languedoc-Roussillon només havia emés 33 hores en occità i en català, però Viure al País va ampliar la seva durada fins a 40 minuts.
En compensació per la disminució d'hores de català a l'any (de 40 a 26), al desembre del 1994, FR3 inaugura l'antena França 3 Sud Rosselló amb l'emissió de l'informatiu Notícies, aquesta vegada produït a Perpinyà.
El 20 de març del 1999, França 3 va començar a emetre l'informatiu País Català per a la Catalunya Nord, amb una durada de sis minuts, que després es va anar incrementant. Va ser en aquell moment quan l'antena va ser reanomenada com a França 3 País Català.
Des de la reestructuració de França 3 al 2017, s'emet el programa Viure al País en català al canals per satèl·lit France 3 Occitanie, abarcant, per tant, una àmplia zona de cobertura, formada per les antigues regions del Migdia-Pirineus i el Llenguadoc-Rosselló. Des del 2021, França 3 Occitània emet el programa Le 18:30, amb emissió de 7 minuts en català.

### Basc
El 4 d'octubre del 1971, l'antena de l'ORTF Télé Bordeaux-Aquitaine emetia el primer programa en basc de la història de la televisió, 5 anys abans de l'emissió d'Euskalerria, el primer programa en euskera a TVE Tele Norte, i 11 anys abans del naixement d'ETB. El programa era el magazín Herria, que es va mantindre en antena fins a l'any 1992.
A partir de l'any 1987 es va emetre el programa Finki, dedicat a la pilota basca, i l'any 1989, el magazín Hemendik, substituït per Leihoa l'any 1991.
Des del 24 de novembre del 1992, després de la supressió del veterà programa Herria, es va crear l'informatiu Euskal Herri Pays Basque, que s'emet en francés amb algun reportatge en basc, i l'antena es va reanomenar com a France 3 Euskal Herri. L'any 1995, l'informatiu tenia una audiència del 60'9%. Des del 2012, a més, s'emet el programa Txirrita.
Des de la reestructuració de França 3 al 2017, s'emet el programa Txirrita i l'informatiu Euskal Herri Pays Basque als canals per satèl·lit França 3 Aquitània i NOA (França 3 Novèla Aquitània), que emet programes en basc, occità i peitoví-saintongès. Els programes en basc abarca, per tant, una àmplia zona de cobertura, formada per les antigues regions d'Aquitània, el Llemosí i el Peitau i Xarantes.

### Bretó
A partir del 7 de gener del 1971, els dos canals de l'ORTF emeten el primer programa en bretó, Breiz O Veva, que estigué en antena fins a l'any 1982. A partir de l'any 1978, s'ofereix el programa de debat en bretó Triweh-ha-tri-ugent.
A l'octubre del 1989 es començà a emetre un programa produït per FR3 Bretagne-Pays de Loire i les televisions irlandesa, gal·la i escocesa, anomenat Dremmewel ar Gelted (L'horitzó dels celtes). El 8 de desembre del 1979, s'emeté el primer documental en bretó, i l'any 1980 començà l'emissió del programa Hekleo an deizioù. Des de desembre del 1982, s'emet el programa informatiu setmanal An Taol Lagad (El Colp d'Ull).

### Alsacià
L'antena de la RTF a Alsàcia, RTF Télévision Française Strasbourg va començar l'emissió de programes regionals l'any 1954
Des de les primeres emissions es va poder escoltar l'alsacià a programes teatrals i de varietats musicals, presentats per Germain Muller, tot amb l'objectiu de reduir la influència de la televisió alemanya Deutsches Fernsehen, que tenia un 50% d'audiènce a Alsàcia, on encara es parlava majoritàriament la llengua auctòctona. La població alsaciana preferia informar-se amb els programes regionals alemanys que amb els programes de la RTF produïts a París.
Els primers programes regulars en alsacià començaren el 1966. No seria fins a la dècada de 1980 quan els programes en alsacià s'intensificarien. Des de l'octubre del 1990, s'emet el programa informatiu diari Rund Um.

### Cors
La televisió va arribar a Còrsega l'any 1954. Les emissions eren les de la RTF Télé Marseille-Provence. L'any 1976 va començar la programació en llengua corsa a FR3 Provence-Alpes-Côte d'Azur-Corse, que va anar incrementant-se amb el pas dels anys. Tot i que, a partir de l'any 1982 es van inaugurar uns estudis a Còrsega per als informatius, no seria fins a l'any 1990 quan la televisió s'independitzaria totalment dels estudis de Marsella.
Des del 2006, França 3 a Còrsega disposa d'un canal independent que emet per satèl·lit i a la TDT corsa, France 3 Corse Via Stella, on s'hi emeten programes de tot tipus en cors, amb dibuixos animats, cinema italià i l'informatiu Corsica Sera.

### Peitoví-saintongès
Amb la reestructuració de França 3 al 2017, es va crear el canal per satèl·lit NOA (França 3 Novèla Aquitània), que emet programes en basc, occità i peitoví-saintongès. El canal abarca, per tant, una àmplia zona de cobertura, formada per les antigues regions d'Aquitània, el Llemosí i el Peitau i Xarantes.

### Llengües criolles
L'any 1971, l'ORTF va començar l'emissió d'alguns programes en llengües criolles a La Reunió, mentre que a Martinica ho va fer al 1973.
Al 2001, RFO va començar l'emissió d'informatius en llengües criolles. Amb l'arribada de la TDT a França, l'any 2005 va començar a emetre a nivell estatal France Ô, un canal que va emetre fins 2020 programació dedicada als territoris francesos d'ultramar.